# 瑪麗·沃克
玛丽·爱德华兹·沃克（英語：Mary Edwards Walker，1832年11月26日—1919年2月21日）。美國外科醫師、醫學博士、南北戰爭聯邦軍陸軍隨軍醫師、情報人員、女權主義者、禁酒主義者、廢奴主義者。她是美國第一位女性軍醫，也是美國陸軍榮譽勳章迄今唯一一位女性得主。

## 生平

### 早年及教育
瑪麗·沃克1832年出生於美國紐約州。她的父親是醫師，母親是小學教師，家中也經營農場。她從小即因當時的女裝太過束縛而不喜穿著，家人則因為她要在農場幫忙的緣故，而不甚反對她著男裝。
瑪麗·沃克在她母親任教的學校接受基礎教育。她在年輕時也曾當過學校教師，以為自己就讀醫學院存學費。1855年她畢業於雪城大學醫學院，取得醫學博士資格，是同屆學生中惟一的女生。
畢業後，沃克與醫學院的同學亞伯特·米勒（Albert Miller）結婚，她拒絕在婚禮中宣誓「服從丈夫」，也拒絕改姓為米勒，只同意妥協被稱作「米勒－沃克醫師」。1855年，夫婦兩位醫師在紐約州開設聯合診所。
但是1850年代的女醫師往往不受一般民眾的信任及尊重，瑪麗·沃克一直得不到發揮所學的機會。婚姻從一開始就不和諧，在南北戰爭前，他們已分居並離婚。瑪麗·沃克並未再婚。

### 南北戰爭
1861年南北戰爭爆發，北軍招募平民軍中醫護人員。儘管瑪麗·沃克是一名合格醫師，由於身為女性，一開始她只被當作護士錄用。直到1863年，她才被任命為平民身分的隨軍外科醫師，也是美國第一位女性軍醫。
沃克曾在1861年第一次牛奔河之役、1862年弗雷德里克斯堡之役、1863年奇卡牟加戰役深入前線工作，為軍隊及平民百姓治療。1864年，她因擔任情報人員而被南軍俘虜，隨後因兩軍交換戰俘而獲釋。她繼續在1864年的亞特蘭大戰役工作，其後亦被任命管理女子監獄及孤兒院。

### 其後生涯
瑪麗·沃克在戰後致力於著述及講學，她關注的議題除了本行的醫療保健以外，還有禁酒、反對奴隸制、以及女權運動，包括呼籲女裝改良。她後來越來越常穿男裝，值得注意的是，她著男裝是因為當時女裝的寬大剪裁、曳地裙襬、裙撐、裙墊、束腰、胸衣等過於束縛不便，她從不隱藏自己的性別。
1919年，瑪麗·沃克因自然因素去世，享年86歲。她去世時又穿回了女裝，不過仍是她慣穿的黑色樸素連衣裙。

## 榮譽勳章
1865年，美國內戰以聯邦軍的獲勝告終。在威廉·謝爾曼將軍及喬治·湯瑪斯將軍的推薦下，安德魯·強森總統頒發陸軍榮譽勳章給瑪麗·沃克醫學博士，以表彰她在內戰中的貢獻，尤其是她在第一次牛奔河之役中的表現。瑪麗·沃克至此成為榮譽勳章的唯一一位女性得主。
1917年，美國國會通過認定榮譽勳章的頒發對象標準為：「實際對敵戰鬥的軍職人員」。包括沃克在內的南北戰爭非軍職人員得主的勳獎都遭到廢止，卻又不補償他們其他獎項。瑪麗·沃克拒絕將勳章繳回，並仍在其後的正式場合佩戴。
1977年，吉米·卡特總統重新追頒瑪麗·沃克以陸軍榮譽勳章。

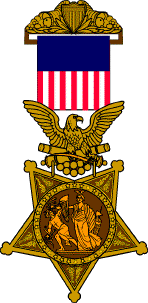
瑪麗·沃克獲得的陸軍榮譽勳章。

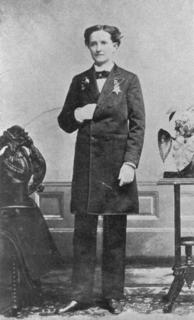
瑪麗·沃克經常穿著男裝，約1870年。

## 傳奇
- 二次大戰時建造的美國自由輪「瑪麗·沃克號」即以她命名。
- 1982年，美國郵政管理局發行紀念她的郵票。
- 紐約州立大學奧斯維戈校區成立以她為名的醫學中心。
- 美國陸軍位於密西根州的預備役基地以瑪麗·沃克為名。